# Wheelock (Vermont)

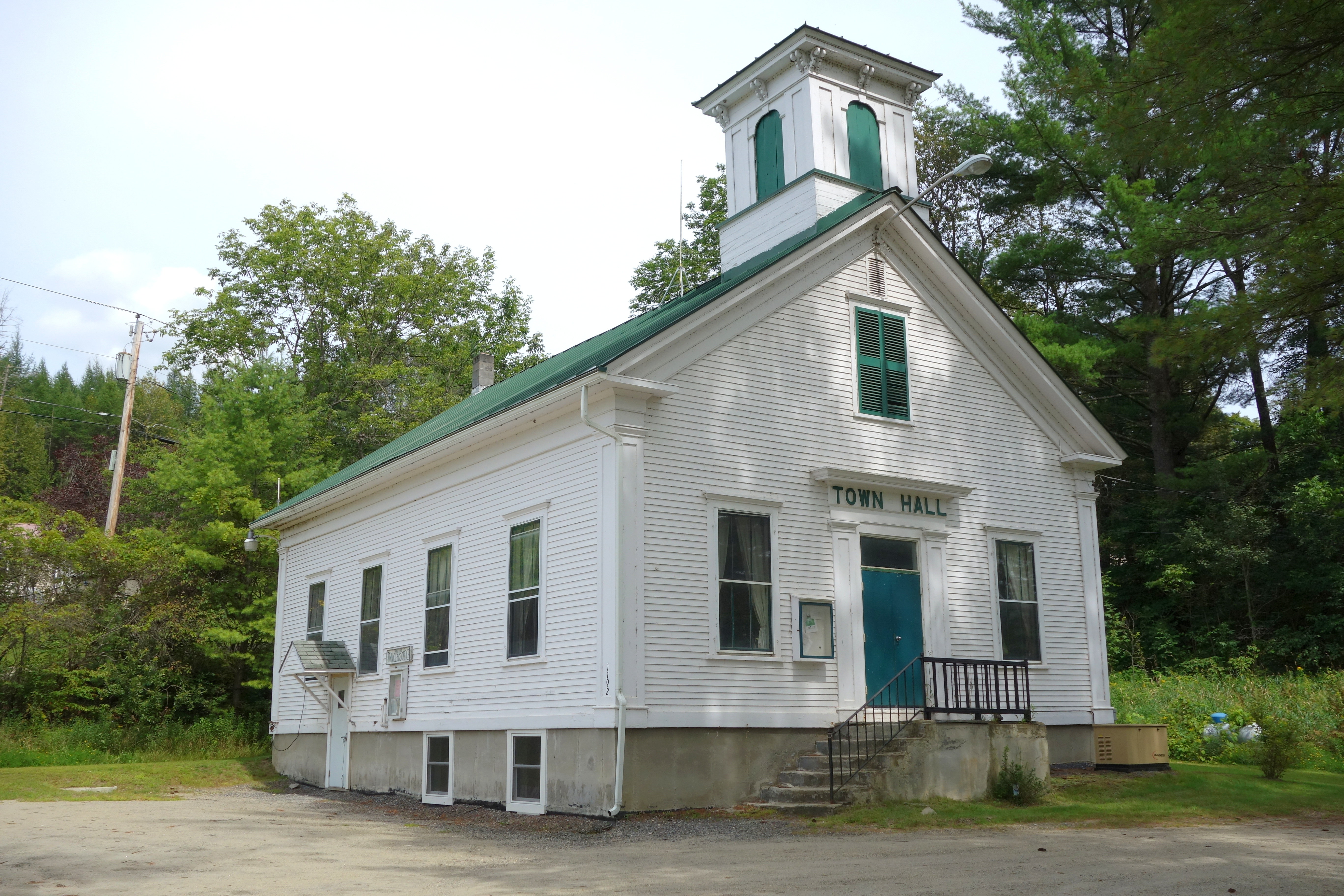
Town Hall

Wheelock is een plaats in Caledonia County in de staat Vermont in de Verenigde Staten. Het ligt 50 km ten noordoosten van Montpelier, de hoofdstad van Vermont.

## Geschiedenis
De plaats werd in 1785 gesticht en werd vernoemd naar Eleazar Wheelock, oprichter van Dartmouth College in Hanover, New Hampshire, een van de universiteiten van de prestigieuze Ivy League.
Een oude regel dicteert dat een inwoner van Wheelock die door Dartmouth College als student wordt aangenomen geen collegegeld hoeft te betalen.

## Geografie
Volgens het United States Census Bureau, is de plaats 103,1km² (39,8 vierkante mijl) groot. Waarvan 102,5 km² land (39,6 vierkante mijl) en 0,6 km² (0,2 vierkante mijl) water.

## Demografie
Bij de volkstelling in 2000 had de stad 621 inwoners, 238 huishoudens en 178 families.